# Trioceros johnstoni
Espèce
Synonymes
- Chamaeleon johnstoni Boulenger, 1901
- Chamaeleon graueri Steindachner, 1911
- Chamaeleo johnstoni affinis Sternfeld, 1912
- Chamaeleo laevigularis Müller, 1926
- Chamaeleo johnstoni crenulatus Laurent, 1951

Statut de conservation UICN

 LC  : Préoccupation mineure
Statut CITES
Trioceros johnstoni est une espèce de sauriens de la famille des Chamaeleonidae.

## Répartition
Cette espèce se rencontre dans le nord-est du Congo-Kinshasa, au Burundi, au Rwanda et en Ouganda.

## Étymologie
Cette espèce est nommée en l'honneur de Harry Johnston.

## Publication originale
- Boulenger, 1901 : Matériaux pour la faune du Congo batraciens et reptiles nouveaux. Annales du Musée royal du Congo belge, Tervuren, Belgique, vol. 2, p. 7-14.